# Morten Skoubo
Morten Skoubo (* 30. Juni 1980 in Holstebro) ist ein ehemaliger dänischer Fußballspieler.

## Spielerkarriere

### Die Anfänge
Morten Skoubo startete seine Karriere als Profifußballer in seiner dänischen Heimat beim FC Midtjylland in der zweiten dänischen Liga. Bereits im ersten Jahr stieg er mit seiner Mannschaft in Liga 1 auf. In seinen ersten beiden Jahren kam er zwar schon regelmäßig zum Einsatz, doch der Durchbruch gelang ihm in der Saison 2001/02, als er in 27 Spielen 19 Tore erzielen konnte. Mit seinen Toren trug er zum Erreichen des hervorragenden dritten Platzes und des damit verbundenen Erreichen des UEFA Cups bei. Anschließend unterschrieb er einen Vertrag beim deutschen Erstligaclub Borussia Mönchengladbach.

### Bundesliga
Als hoffnungsvolles Talent nach M’gladbach gekommen fiel es Skoubo schwer, sich in der Bundesliga durchzusetzen. In seiner ersten Saison kam er immerhin in 20 Spielen zum Einsatz und traf auch in vier Spielen, aber im zweiten Jahr reichte es nur noch zu sieben Spielen. Aus diesem Grunde wurde der Däne an den englischen Erstligisten West Bromwich Albion ausgeliehen. Dort lief es mit nur zwei Spielen sogar noch schlechter für ihn. Anschließend kehrte er Deutschland wieder den Rücken.

### Die letzten Jahre
Morten Skoubo startete einen Neuanfang in seiner dänischen Heimat beim Topverein Brøndby IF, der ihn für 600.000 Euro übernahm. Sowohl für ihn persönlich, als auch für den Club verlief Skoubos Rückkehr sehr erfolgreich. Im Jahre 2005 gelang das nationale Tripel (Meisterschaft, Pokal und Ligapokal). Skoubo erzielte in dieser Spielzeit elf Saisontore. In der folgenden Saison gelangen ihm bereits nach der Hinrunde acht Tore in der Liga, so wie zwei Tore in drei UEFA-Cup-Partien, weshalb ihn der spanische Erstligist Real Sociedad unter Vertrag nahm. Den Transfers ließen sich die Basken 2,5 Mio. Euro kosten. In der Rückrunde spielte er 18 Mal und traf fünf Mal, allerdings konnte er danach nie mehr an seine Form anknüpfen. Auch nach dem Abstieg in die Segunda División war der Däne nur zweite Wahl im Aufgebot des Zweitligisten. Im Juli 2008 wechselte Skoubo zum FC Utrecht, wo er einen Vertrag bis 2011 unterschrieb. Dort konnte er sich jedoch nicht in den Vordergrund spielen und wurde zu Roda JC Kerkrade verliehen. Bei Roda bildete er mit seinem dänischen Landsmann Mads Junker ein starkes, gut harmonierendes Sturmduo. Zur Saison 2011/12 wechselte Skoubo zurück in sein Heimatland, wo er bei Odense BK einen Vertrag über drei Jahre unterzeichnete. Zum Ende der Saison 2013/2014 wechselte er in die Indian Super League und spielte dort bis zum Jahresende für den Delhi Dynamos FC. Zum Ende des Jahres beendete er seine Karriere.

## Erfolge
- 1999/2000 – Aufstieg in die erste dänische Liga mit FC Midtjylland
- 2005 – Dänischer Meister, Pokalsieger und Ligapokalsieger mit Brøndby IF